# ゼーンデ
ゼーンデ (ドイツ語: Sehnde, ドイツ語発音: [ˈzeːndə] ( 音声ファイル)) は、ドイツ連邦共和国ニーダーザクセン州ハノーファー広域連合の辺縁部に位置する市（市への移行は1997年10月18日から）である。本市は15のオルツタイル（地区）からなる人口約25,000人の街である。

## 地理
ゼーンデは、南西から時計回りにラーツェン、ハノーファー、レールテ（以上いずれもハノーファー広域連合）、ホーエンハーメルン（パイネ郡）、アルガーミッセン（ヒルデスハイム郡）と境を接している。

## 歴史

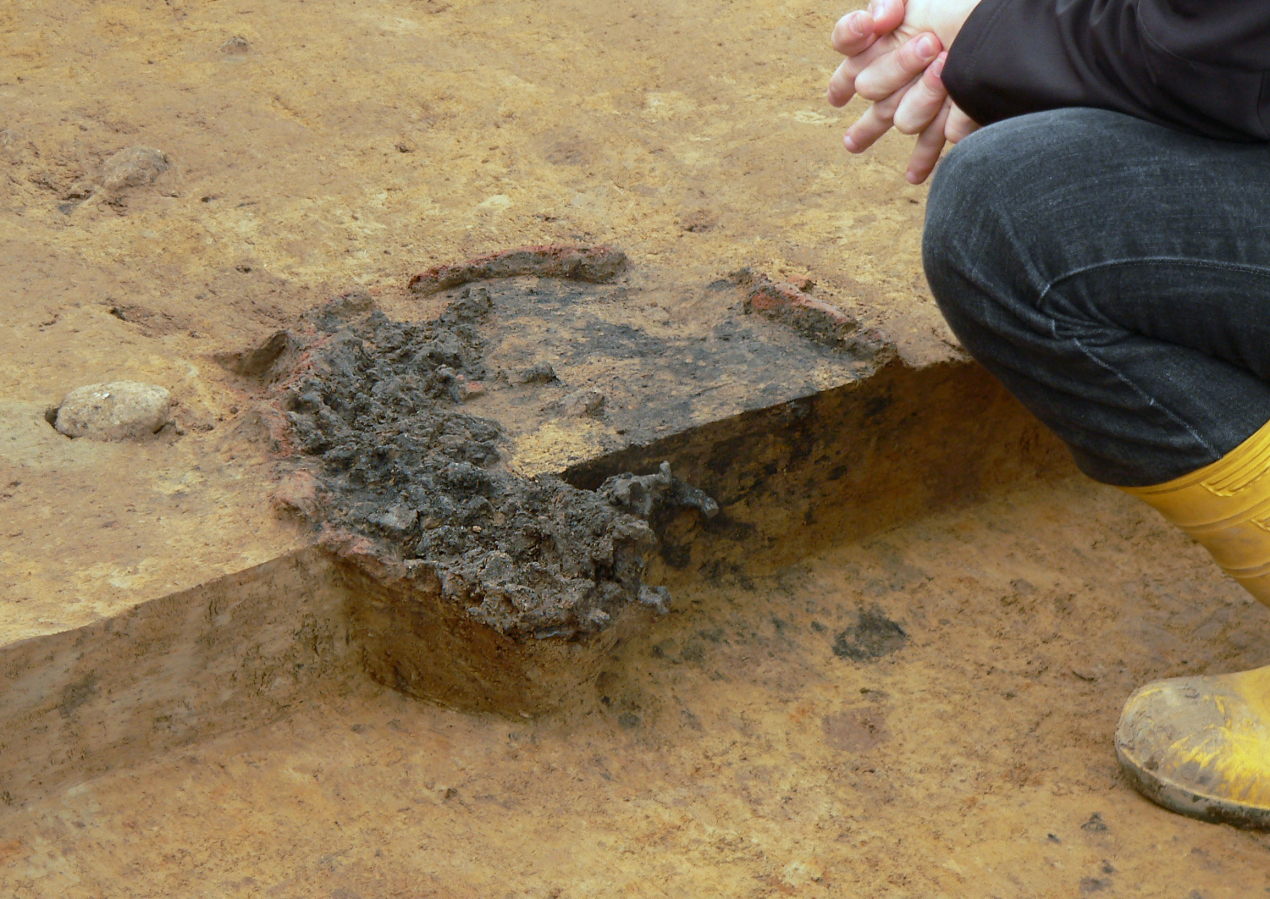
ゼーンデのクライネス・エール住宅地建設地域の発掘現場で発掘された窯の下部

### 先史時代、古代
現在のゼーンデ市の地域では、早くも紀元前1000年の鉄器時代に定住がなされていたが、5世紀から6世紀の民族移動時代に定住がなされていたかどうかは明らかではない。
街の中心から約 1 km 離れた新興住宅地の開発によって2017年に発見された考古学的知見や出土品はこの時代のものであった。発見されたのは竪穴建物跡、小さな倉庫の柱穴、鉄精錬の窯やスラッグの残滓などであった。ゴミ穴で発見された陶片から定住の時代特定が可能となった。

### 中世
800年頃ゼーンデ周辺にはフランク人の兵士が入植していた。Sehnde の地名が記された最初の文献は1147年の史料である。武力紛争の後この地域は、ブラウンシュヴァイク＝リューネブルクのヴェルフ家とヒルデスハイム司教領との間で分割された。この時、現在のゼーンデ市のうち10地区がグローセス・フライエスに属し、1885年にブルクドルフ郡に編入された。残りの5地区はハノーファー郡（ミュリンゲン、ヴァッセル）とヒルデスハイム郡（ボルツム、ヴェーミンゲン、ヴィリンゲン）に属した。
多くの領主に帰属したため、現在のゼーンデの各地区は、1970年代のニーダーザクセン州の地域再編までリューネブルク行政管区、ハノーファー行政管区、ヒルデスハイム行政管区に分かれていた。ゼーンデは、2004年12月31日まで当時のハノーファー行政管区に属していたが、ニーダーザクセン州のすべての行政管区が廃止された。

### 新しい自治体ゼーンデ
1974年3月1日に発効した地域再編は、ビルム、ボルツム、ドルゲン、エーフェルン、グレーテンベルク、ハイマー、ヘーファー、イルテン、クライン・ロプケ、ミュリンゲン、レトマー、ゼーンデ、ヴァッセル、ヴェーミンゲン、ヴィリンゲンの旧15町村から成る新しい自治体を形成した。

## 住民

### 人口推移
1961年6月6日と1970年5月27日は人口調査結果で、後に合併する町村の合計値である。それ以後はいずれも12月31日時点での数値である。
- 1961年: 18,223人
- 1970年: 18,524人
- 1998年: 19,787人
- 2000年: 20,759人
- 2005年: 22,759人
- 2010年: 23,497人
- 2015年: 23,489人
- 2022年: 25,133人

### 宗教
福音主義ルター派の街ゼーンデは、ブルクドルフ教会クライスに属している。ゼーンデではかつての村の中心部の南端にある歴史的な十字架教会がこれに属している。1963年にパーペンホルツに建設された、教会ホールと集会室を持つボンヘッファー＝ハウスは2012年に放棄され、市に売却された。カトリックの聖マリア教区はハノーファー首席司祭区に属している。この教会は1955年に建設された同名の教会をパーペンホルツに有している。福音主義自由教会ゼーンデは、シュタインヴェークに教会の建物を有している。2006年までここは新使徒教会ゼーンデが入居していた。現在、最寄りの新使徒教会は 8 km 離れたレールテにある、ビベル＝ゲマインデ・ゼーンデは市の集会施設で礼拝を行っている。エホバの証人もゼーンデに集会所を有している。他にもいくつかの地区に教会がある。

## 行政

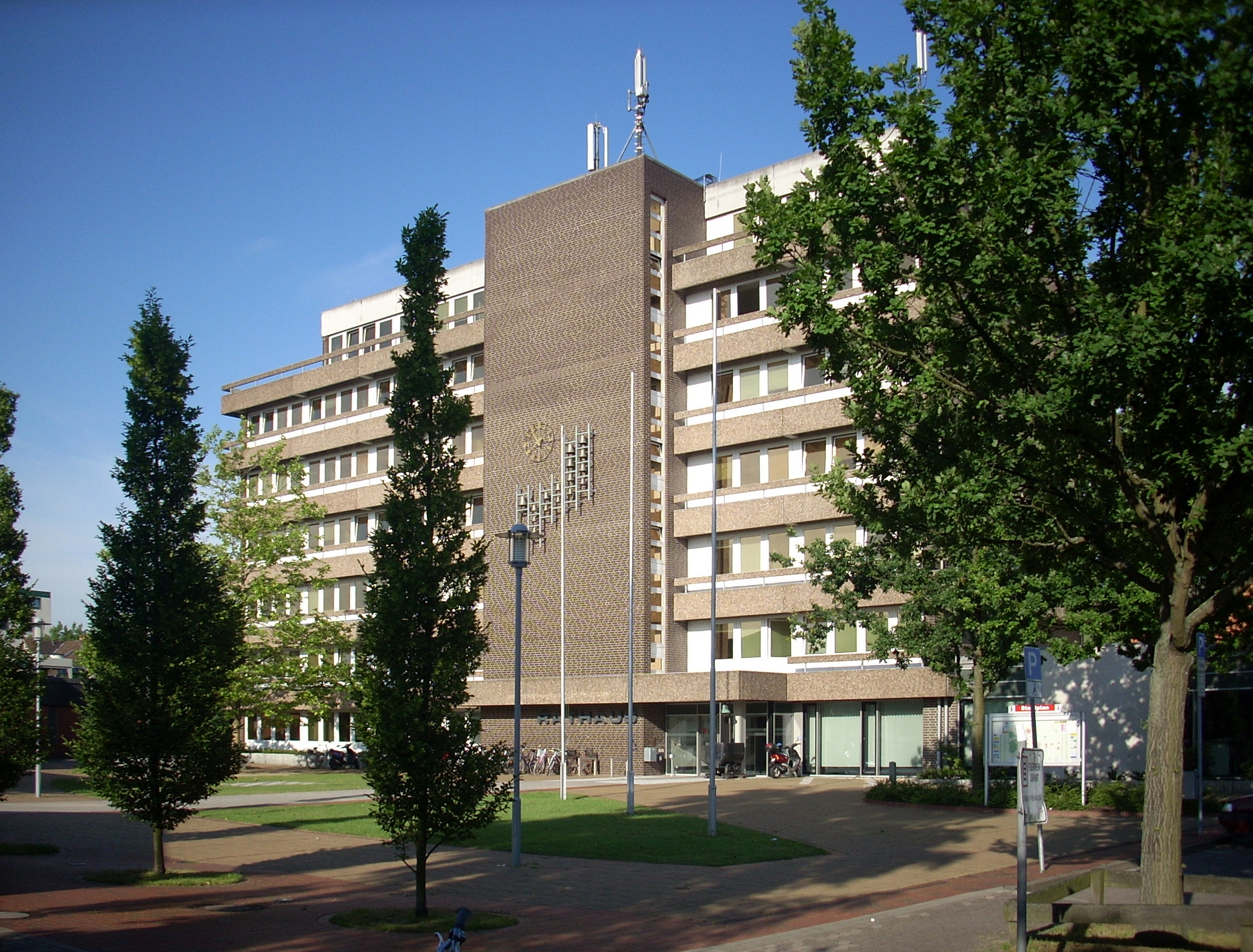
ゼーンデ市庁舎

### 議会
ゼーンデ市の市議会は34議席からなる。専任の市長がこれに加わる。

### 首長
2019年にオラフ・クルーゼ (SPD) が 53.9 % の支持票を得てゼーンデ市の市長に選出された。この選挙の投票率は 64.5 % であった。

### 地区議会
ゼーンデには、10の地区議会があり、合計78人の地区議会議員がいる。

## 文化と見どころ

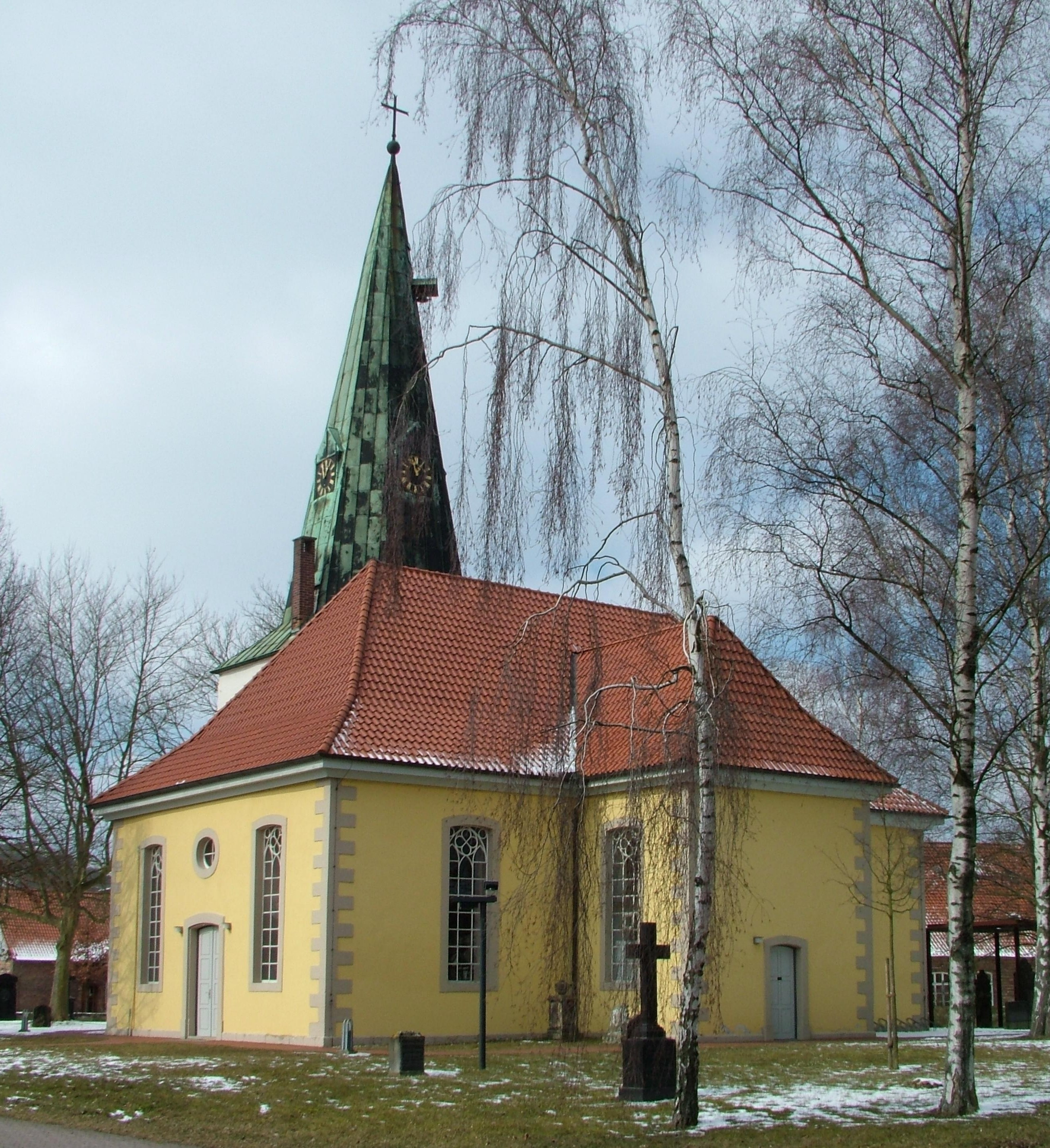
聖十字架教会

レトマー地区にはゼーンデ地域博物館がある。この博物館は同名の協会が運営している。ヴェーミンゲンにはハノーファー路面電車博物館がある。この博物館は同名の協会が運営しており、かつてのカリ鉱山ホーエンフェルスの敷地内にある。1979年に創設されたゼーンデ文化協会 e.V. は毎月、演劇や文学を中心とする文化イベントを開催している。
ゼーンデの中心地区には、いくつかの特徴的な建物がある。
- 福音主義の聖十字架協会。塔（ドイツ語版、英語版）はロマネスク様式、身廊はバロック様式である。
- カトリックの聖マリア教区教会。1955年建造の簡素なハレンキルヘである。
- 市庁舎。1976年建造。カリヨンがある。
- カナル＝シュポルトハーフェン（運河スポーツハーバー）のクーゲルバーケ（航路標識）。クックスハーフェンの航路標識の縮小版である。
- ゼーンデ共同型総合学校。連邦道 B65号線沿い。約1950人の生徒と130人の教員が在籍している。

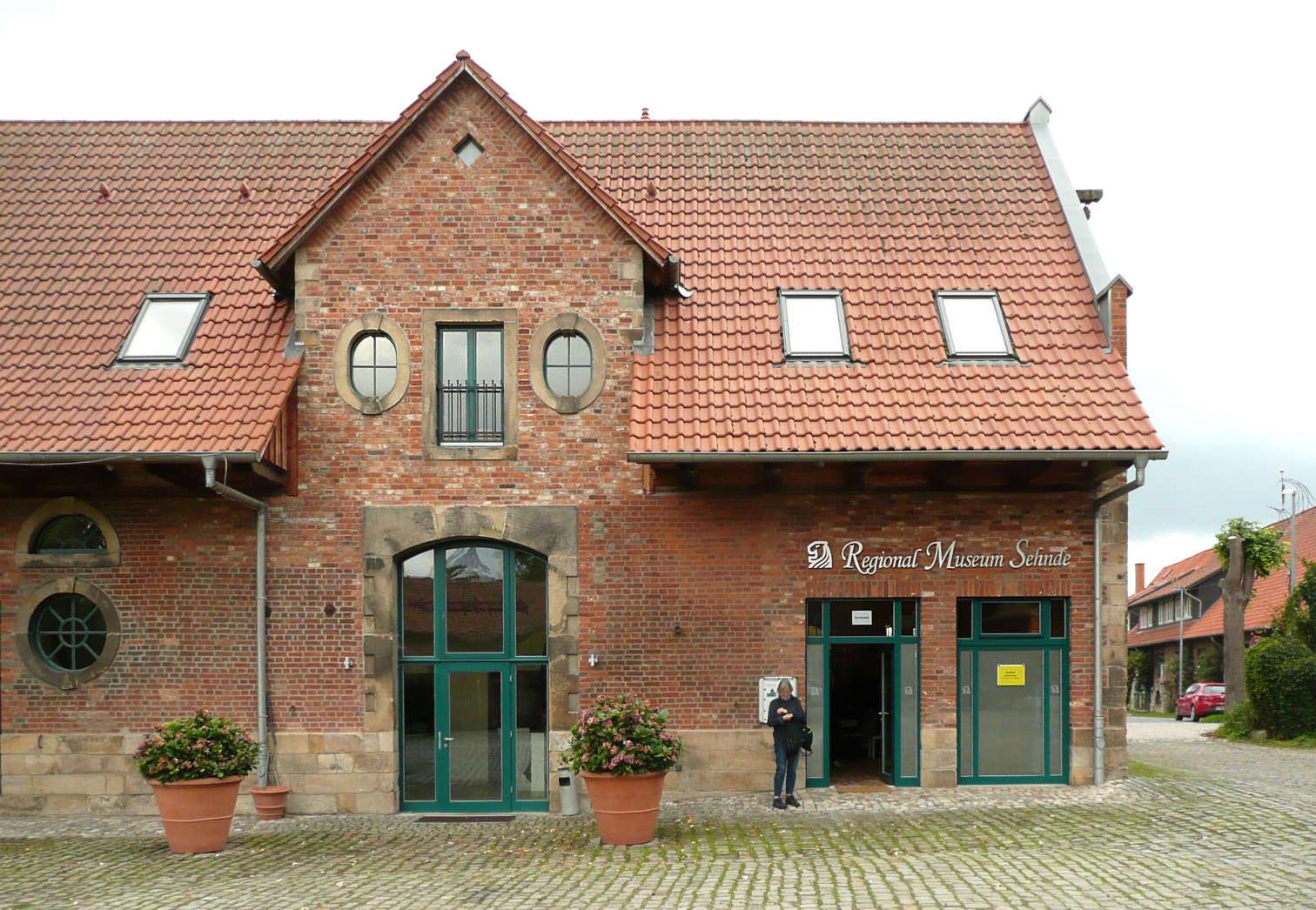
ゼーンデ地域博物館
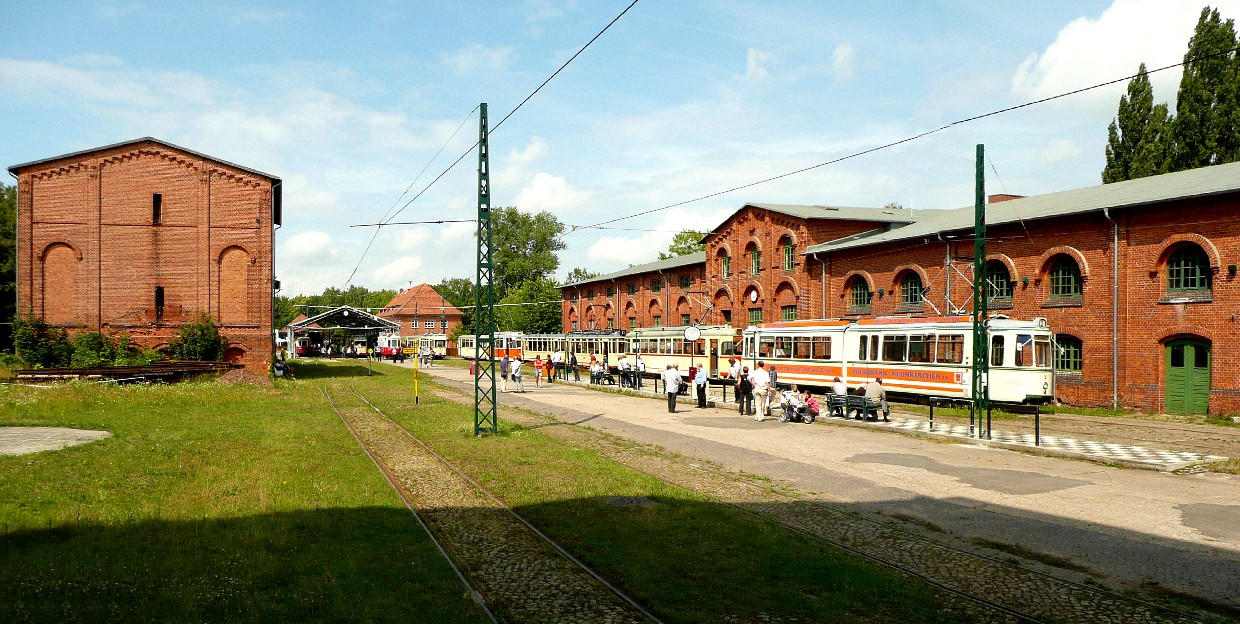
ハノーファー路面電車博物館
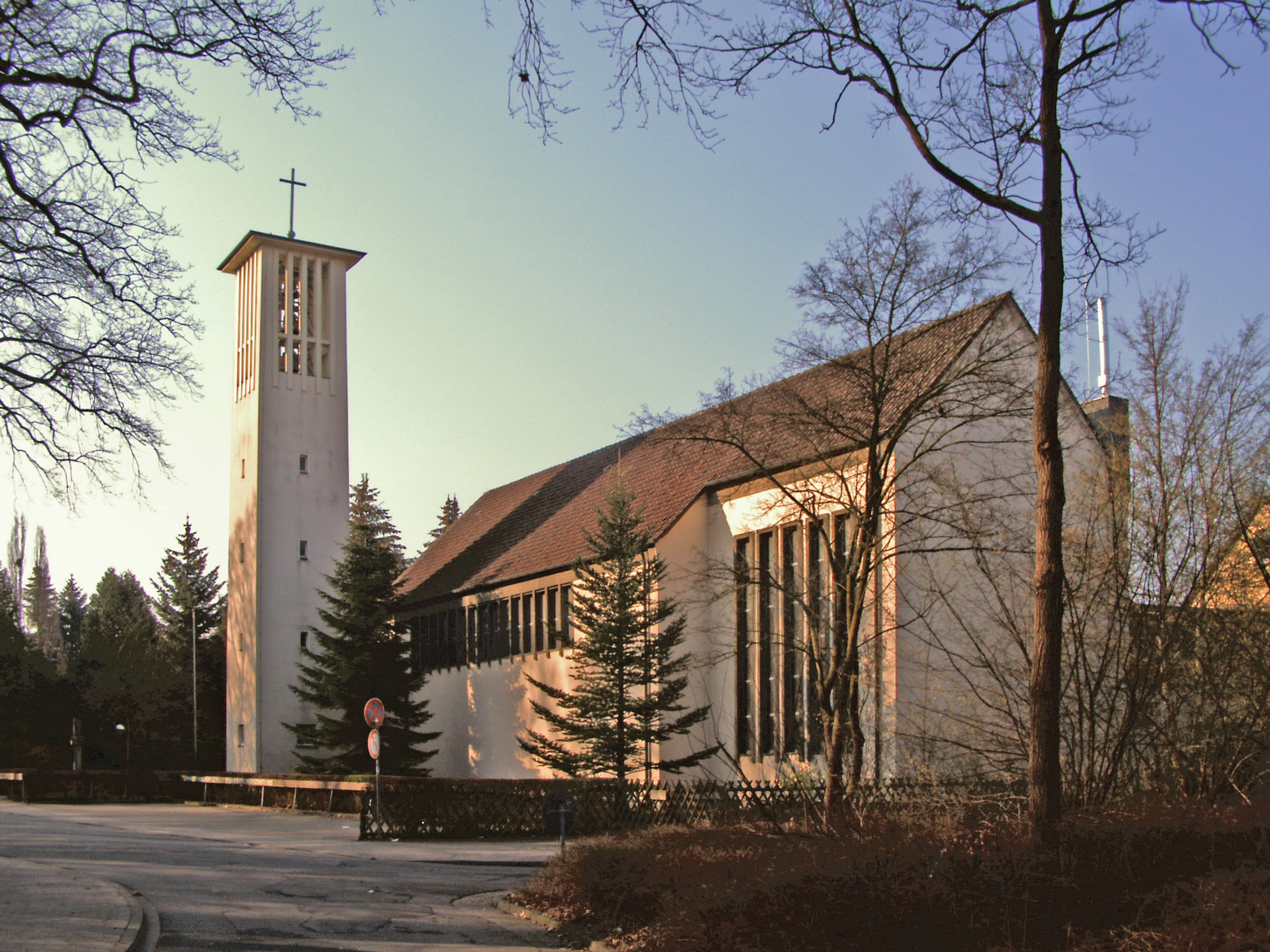
カトリックの教区教会
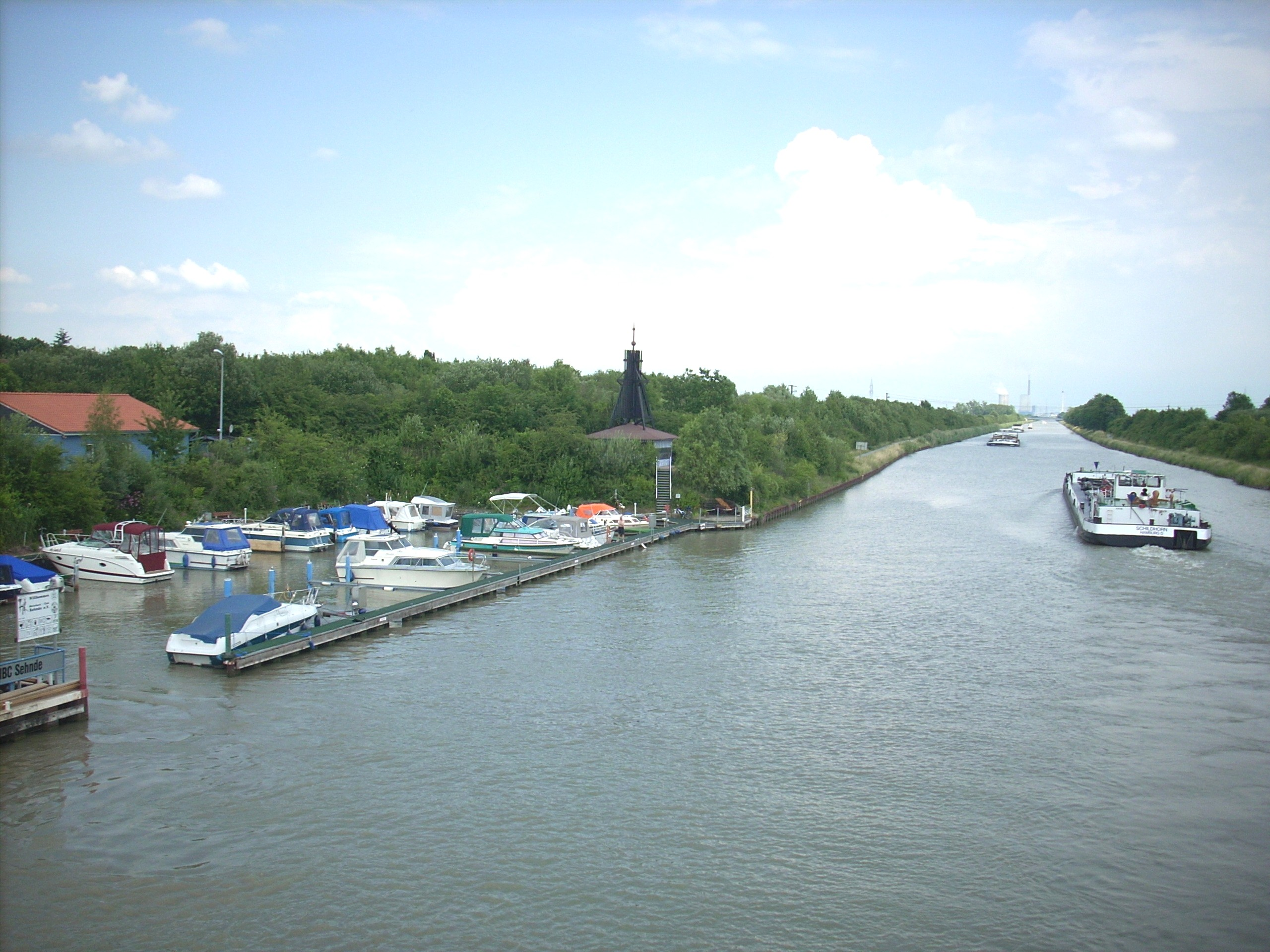
ゼーンデ付近のミッテルラント運河。画面中央にクーゲルバーケが見える。
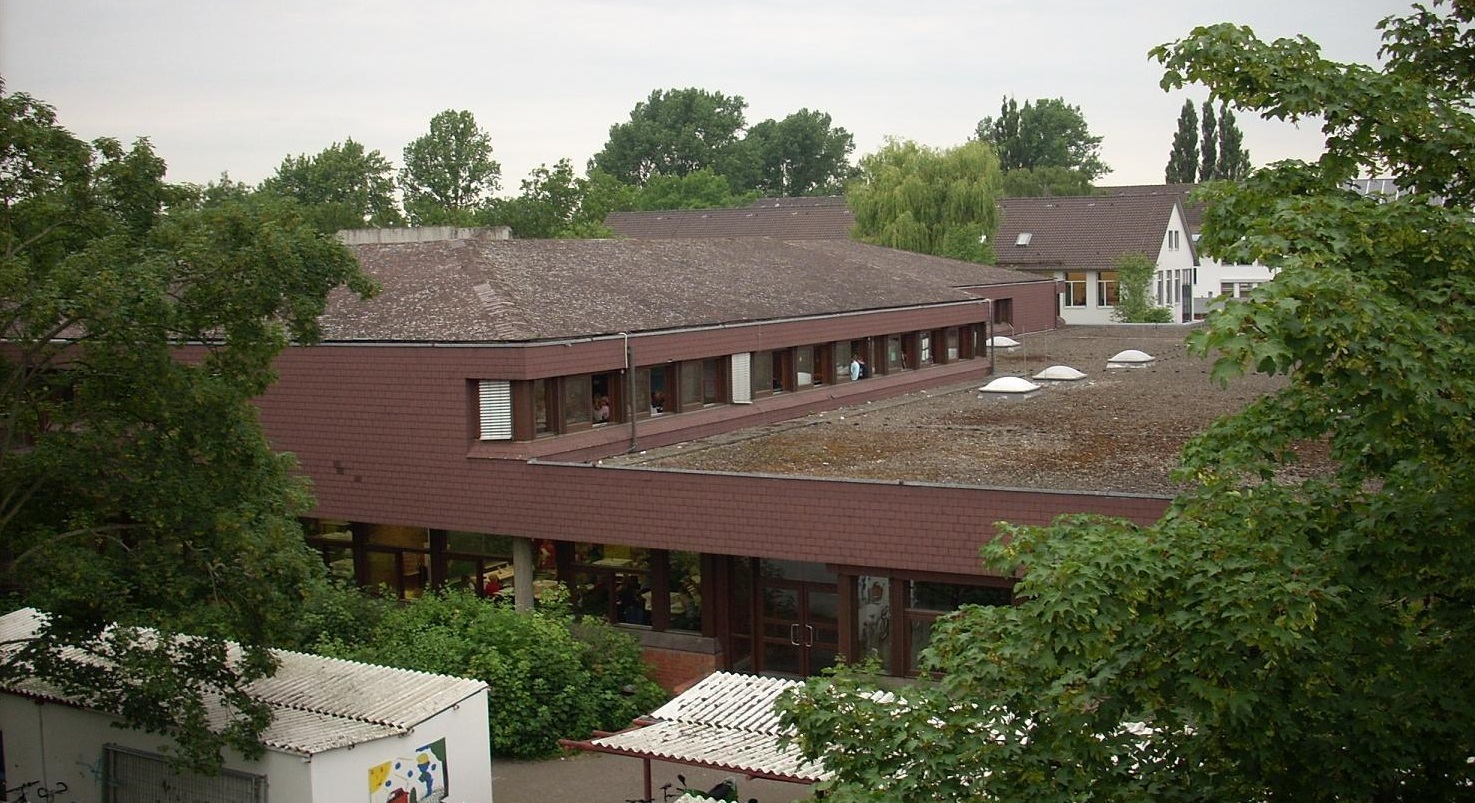
ゼーンデ共同型総合学校

## 経済と社会資本
ゼーンデでは、ケラミシェ・ヒュッテ社が1900年ころから1982年に廃業するまで壁用レンガを製造していた。現在のゼーンデ市の地区は農業が主体であった。多くの地区は1970年代以降新興住宅地の建設により、住宅都市へ変貌しつつある。2004年にゼーンデ刑務所が運用開始され、人口はさらに増加した。
数十年にわたってカリ鉱山は重要な工業分野であった。最初のカリ鉱山は1896年にヴェーミンゲンに設けられ、1902年に採掘が始まった。このためここは現在も「ホーエンフェルス」（直訳: 高い岩）と呼ばれている。ここでの採掘は1927年に停止されたが、ゼーンデの中心地区とイルテン地区では1990年代まで肥料や道路の融雪剤製造のためのカリ採掘が続けられた。系列の肥料工場や融雪剤工場は操業を続けている。

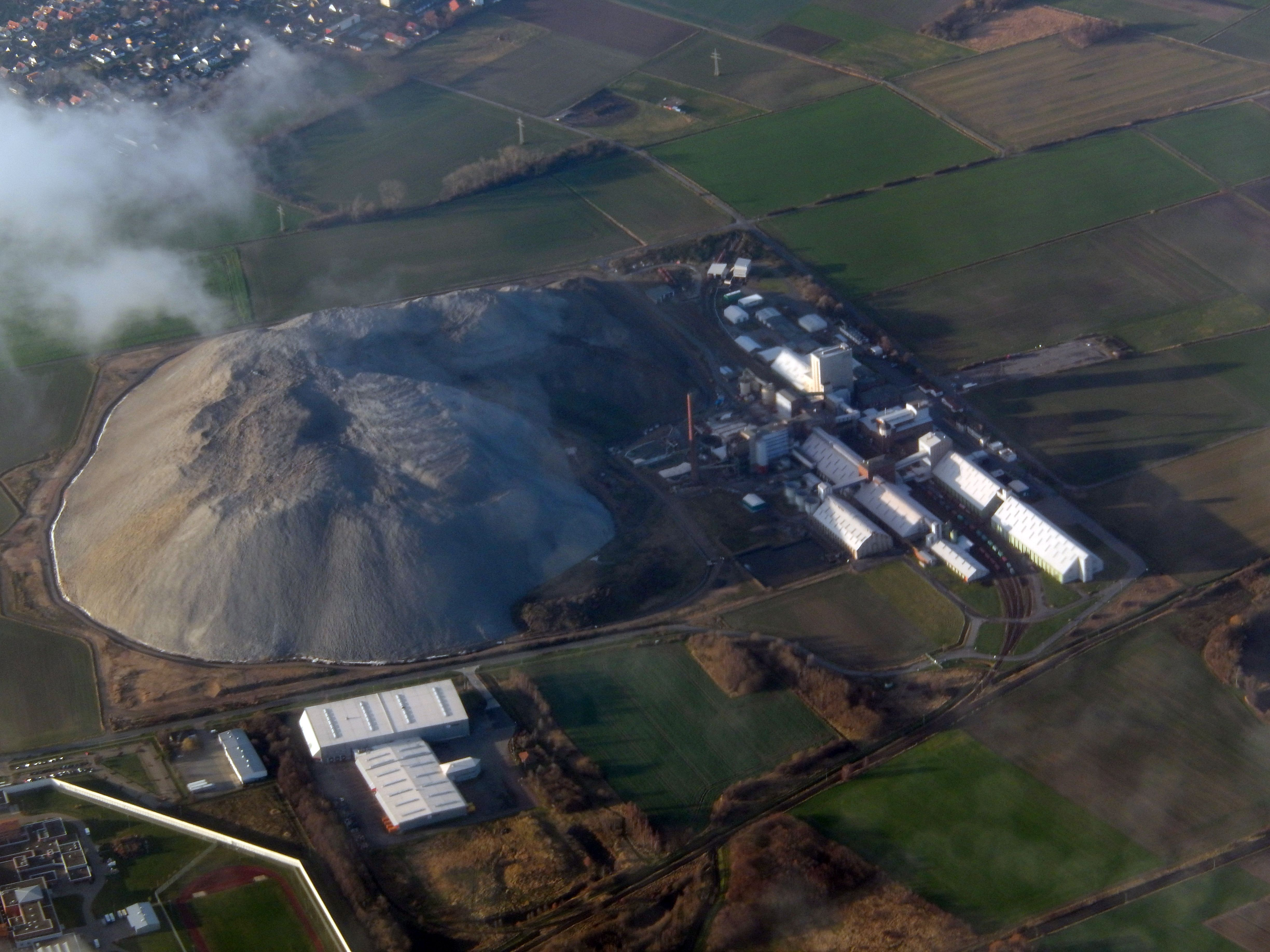
カリ工場フーゴ

### カリ鉱山
カリ工場ホーエンフェルスは1982年に廃業した。坑道内は、1984年から1992年にフリードリヒスハルのボタ山の石を使って埋め戻された。カリ工場フリードリヒスハルは1905年から1981年まで稼働していた。採掘場は1981年までカリ・ケミー AG によって、その後は K+S AG によって1994年まで運営された。製品は主に肥料であった。イルテンのカリ工場フーゴは、Verbundbergwerk Bergmannssegen-Hugo に属していた。1994年末の採掘終了後、運び込まれた原料でカリ肥料の生産が行われた。坑道には現在、塩水と淡水が溢れている。
この他小規模な工業系企業の他に、1987年までゼーンデに製糖工場があった。現在はヘーファーにセメント工場がある。

### 交通
連邦道B65号線とB443号線がゼーンデで交差している。これらを経由して近くを通る連邦アウトバーンA2号線やA7号線および連邦道B6号線（メッセ高速道）にアクセスできる。
ゼーンデは鉄道レールテ - ノルトシュテンメン線沿線に位置している。2008年からハノーファーSバーンが1時間毎にレールテを経由してハノーファー中央駅に、あるいはアルガーミッセンを経由してヒルデスハイム中央駅に運行している。
| 路線番号 | 行程 | 運行間隔 |
| -------- | --- | -------- |
| S3       | ヒルデスハイム中央駅 - ハルズム - アルガーミッセン - ゼーンデ - レールテ - アールテン - ハノーファー＝アンデルテン＝ミスブルク - ハノーファー・カール＝ヴィーヒェルト＝アレー - ハノーファー＝クレーフェルト - ハノーファー中央駅 | 60分     |

この他にユストラのバス路線や市バス路線がある。あるバス路線は「SprintH Verbindun」と称し、ゼーンデを経由してメールムとハノーファーとを結んでいる。かつては、路面電車がゼーンデとハノーファーとを結んでいたが、シュタットバーンの拡充に伴い廃止され、バス接続に置き換えられた。
シュタットハーフェン・ゼーンデ（港）でミッテルラント運河から分岐したヒルデスハイム支運河が南に向かう。ボルツム地区にボルツム堰がある。

## 人物

### ゆかりの人物
- ウルズラ・フォン・デア・ライエン（1958年 - ）政治家。連邦労働・社会大臣、連邦国防大臣を歴任し、2019年から欧州委員会委員長を務める。2001年から2004年までゼーンデの市議会議員を務めた。

## 関連図書
- Adolf Meyer (1975). Gemeinde Sehnde. ed. Sehnde – Vom Bauerndorf zur Industriegemeinde
- Wolfgang Leonhardt; Ludwig Meyer (1998). Ortssippenbuch Sehnde-Gretenberg 1585–1900. Dt. Ortssippenbücher, Reihe B, Bd. 170. Hannover
- Stadt Sehnde (2003). Sehnde – ganz nah draußen. Nordhorn: BVB-Verlagsgesellschaft mbH
- Werner Walkling (2006). Sehnde, O. T. Rethmar: Familienbuch Rethmar, 1686–1908. Hannover
- Werner Walkling (2014). Sehnde, O. T. Haimar, Evern, Dolgen: Familienbuch Haimar, 1679–1915. Hannover